# 대전지방법원 공주지원
대전지방법원 공주지원은 대전지방검찰청 공주지청에 대응하여 공주시 일대의 국가사법업무를 총괄하기 위해 설립된 대한민국 대법원 대전고등법원 대전지방법원 소속기관이다. 충청남도 공주시 봉황로 85-4 (반죽동 332)에 위치하고 있다.

## 연혁
- 1895년 5월 15일 공주지방재판소 개소
- 1896년 8월 15일 충청남도재판소로 개편
- 1908년 8월 1일 공주지방재판소 환원
- 1912년 4월 1일 공주지방법원으로 변경
- 1938년 7월 1일 대전지방법원 공주지청으로 격하 (공주지방법원 대전지청을 대전지방법원으로 승격)
- 2001년 3월 1일 합의지원으로 승격

## 관할 구역
- 재판관할구역: 공주시, 청양군
- 등기관할구역: 공주시
- 즉결관할구역: 공주경찰서

## 지원장
| 순번 | 이름   | 재임 기간                          |
| ---- | ------ | ---------------------------------- |
| 1대  | 윤재원 | 1948년 12월 10일 ~ 1951년 6월 15일 |
| 2대  | 오학근 | 1951년 6월 16일 ~ 1953년 3월 11일  |
| 3대  | 이익제 | 1953년 3월 12일 ~ 1955년 6월 30일  |
| 4대  | 홍주유 | 1955년 7월 1일 ~ 1959년 9월 14일   |
| 5대  | 김종성 | 1959년 9월 15일 ~ 1961년 8월 25일  |
| 6대  | 김종수 | 1961년 8월 26일 ~ 1969년 4월 6일   |
| 7대  | 배영준 | 1969년 4월 7일 ~ 1969년 10월 9일   |
| 8대  | 김억규 | 1969년 10월 10일 ~ 1971년 6월 30일 |
| 9대  | 박규석 | 1971년 7월 1일 ~ 1972년 6월 15일   |
| 10대 | 고영구 | 1972년 6월 16일 ~ 1974년 8월 31일  |
| 11대 | 박천봉 | 1974년 9월 1일 ~ 1977년 1월 3일    |
| 12대 | 문정두 | 1977년 1월 4일 ~ 1979년 8월 31일   |
| 13대 | 조용무 | 1979년 9월 1일 ~ 1980년 9월 7일    |
| 14대 | 노원욱 | 1980년 9월 8일 ~ 1981년 8월 31일   |
| 15대 | 양동관 | 1981년 9월 1일 ~ 1983년 8월 31일   |
| 16대 | 조병직 | 1983년 9월 1일 ~ 1984년 8월 31일   |
| 17대 | 이관형 | 1984년 9월 1일 ~ 1986년 4월 30일   |
| 18대 | 오영권 | 1986년 5월 1일 ~ 1987년 8월 31일   |
| 19대 | 조병직 | 1987년 9월 1일 ~ 1989년 2월 28일   |
| 20대 | 채규성 | 1989년 3월 1일 ~ 1991년 2월 10일   |
| 21대 | 안철규 | 1991년 2월 11일 ~ 1993년 8월 31일  |
| 22대 | 한병의 | 1993년 9월 1일 ~ 1995년 8월 31일   |
| 23대 | 김선흠 | 1995년 9월 1일 ~ 1997년 9월 21일   |
| 24대 | 이한주 | 1997년 9월 22일 ~ 2000년 2월 17일  |
| 25대 | 이승훈 | 2000년 2월 18일 ~ 2001년 2월 17일  |
| 26대 | 신동윤 | 2001년 2월 18일 ~ 2003년 2월 18일  |
| 27대 | 정호건 | 2003년 2월 19일 ~ 2005년 2월 20일  |
| 28대 | 김소영 | 2005년 2월 21일 ~ 2006년 2월 19일  |
| 29대 | 정영훈 | 2006년 2월 20일 ~ 2008년 2월 20일  |
| 30대 | 성수제 | 2008년 2월 21일 ~ 2010년 2월 21일  |
| 31대 | 김국현 | 2010년 2월 22일 ~ 2012년 2월 26일  |
| 32대 | 양태경 | 2012년 2월 27일 ~ 2014년 2월 23일  |
| 33대 | 정정미 | 2014년 2월 24일 ~ 2016년 2월 21일  |
| 34대 | 임은하 | 2016년 2월 22일 ~ 2018년 2월 25일  |
| 35대 | 오세용 | 2018년 2월 26일 ~ 현재             |

## 조직

### 대전지방법원 공주지원장

#### 사무과
- 총무계
- 형사계
- 민사계
- 민사소액계
- 민사신청계
- 경매계
- 가족관계등록계
- 등기계
- 종합민원실

## 소속기관
- 청양군법원: 충청남도 청양군 청양읍 중앙로11길 20 (읍내리 216-3)

## 사건·사고 및 논란

### 세종지방법원 신설 논란
2012년 12월 준공을 목표로 대전지방법원 공주지원의 신청사 건립이 한창인 가운데 대전지법 공주지원을 승격시켜 지방법원을 신설해야 한다는 목소리가 나오고 있다. 박병수 공주시의회 의원은 “2012년 7월 정부 직할 세종특별자치시가 공식 출범하는 만큼 위상에 걸 맞는 양질의 법률서비스 제공이 필요하다”면서 “다만, 세종특별자치시 출범에 맞춰 지근거리에 공주지원이 확장 이전하는 만큼 적극 활용해 중복투자에 따른 예산낭비를 막을 필요가 있다”고 강조했으며 “문제는 법원명칭으로, 위상에 맞게 ‘세종지방법원’으로 하더라도 공주에 소재하고 있는 만큼 장기적인 지역경제 활성화는 물론이고 고용창출 등 다양한 파급효과가 기대된다”고 덧붙였다.
공주지원 승격 움직임은 현재의 대전지방법원 전신이 공주지방법원이었던 만큼(1895년 공주재판소로 출범해 1912년 공주지방법원으로 바뀌었다가 충남도청의 대전 이전에 따라 1938년 대전지방법원으로 변경) 이에 대한 환원운동의 일환이기도 하다.